# Dunavac
Dunavac (Servisch cyrillisch Дунавац) is een plaats in de Servische gemeente Palilula. De plaats telt 603 inwoners (2002).